# Axel Schacher
Axel Schacher (* 1981 in Paris) ist ein schweizerisch-französischer Violinist.

## Leben
Mit vier Jahren bekam Schacher seinen ersten Violinunterricht. Vier Jahre später gewann er den ersten Preis des Lutèce Wettbewerbs und im Alter von zwölf Jahren den Royaume de la Musique Preis. Kurz darauf durfte er mit dem Orchester der Garde Républicaine im Radio die Spanische Symphonie von E. Lalo spielen. Als Dreizehnjähriger trat er ins Konservatorium Paris zu Boris Garlitzki ein. Im Jahre 1998 erwarb Schacher den ersten Preis der Stadt Paris. Sein Studium schloss er mit Auszeichnung ab. Schacher gewann im Jahr 2000 den zweiten Preis des Internationalen Tibor Varga Wettbewerbes und zwei Auszeichnungen für die beste Interpretation. Seit 2003 spielt er in vielen Kammermusik-Ensembles auf verschiedenen Festivals in Frankreich. Von 2010 bis 2022 war er Mitglied des Belcea Quartetts. Zurzeit ist Schacher erster Konzertmeister im Sinfonieorchester Basel.